# チャールズ・メドラム
チャールズ・サミュエル・メドラム（Charles Samuel Medlam, 1949年9月10日 - ）は、トリニダード・トバゴ出身のチェロ奏者。
ポートオブスペインの生まれ。ロンドン・チェロ学校でジェーン・コワン、パリ音楽院でモーリス・ジャンドロン、ウィーン音楽院でヴォルフガング・ヘルツァー、ザルツブルクのモーツァルテウム音楽院でハイディ・リチャウアーとニコラウス・アーノンクールの薫陶を受けた。1977年にイングリット・ザイフェルトとロンドン・バロックを結成し、イギリス・バッハ・フェスティヴァルでデビューを飾った。